# Йосиповецька сільська рада
50°9′16″ пн. ш. 26°19′13″ сх. д. / 50.15444° пн. ш. 26.32028° сх. д.

Йосиповецька сільська́ ра́да — колишній орган місцевого самоврядування територія якого відносилась до складу ліквідованого Білогірського району Хмельницької області, Україна. Центром сільради є село Йосипівці. Рада утворена у 1921 році. У 2020 році приєднана до складу Білогірської селищної громади.

## Основні дані
Сільська рада розташована у північній частині Білогірського району, на північ — північний захід від районного центру Білогір'я, у правобережній частині басейну річки Вілія.
Населення сільської ради становить — 571 особа (2001). Загальна площа населених пунктів — 3,42 км², сільської ради, в цілому — 26,38 км². Середня щільність населення — 21,65 осіб/км².

### Населення
Зміна чисельності населення за даними переписів і щорічних оцінок:
| Роки      | 1984 | 2001 | 2010 | 2011 |
| --------- | ---- | ---- | ---- | ---- |
| Населення | 720  | ▼571 | ▼457 | ▼453 |

## Адміністративний поділ
Йосиповецькій сільській раді підпорядковуються 3 населених пункти, села:
- Йосипівці
- Гурщина
- Загірці

## Господарська діяльність
Основним видом господарської діяльності населених пунктів сільської ради є сільськогосподарське виробництво. Воно складається із індивідуальних присадибних селянських господарств. Основним видом сільськогосподарської діяльності є вирощування зернових та технічних культур; допоміжним — вирощування овочевих культур та виробництво м'ясо-молочної продукції.
На території сільради працює два магазини, загально-освітня школа I–II ст. на 60 місць, дитячий садок на 12 місць, будинок культури, Йосиповецьке поштове відділення, АТС, два фельдшерсько-акушерських пункти (ФАП), водогін — 1,1 км.

## Автомобільні шляхи
Протяжність комунальних автомобільних шляхів становить 12,0 км, з них:
- із твердим покриттям — 9,0 км;
- із асфальтним покриттям — 0 км;
- із ґрунтовим покриттям — 3,0 км.

Протяжність доріг загального користування 32,0 км:
- із твердим покриттям — 32,0 км;
- із асфальтним покриттям — 0 км;

## Річки
Територією сільської ради, із південного сходу на північний захід, протікають невеличкі річки: безіменна (село Загірці) та Рудка, праві притоки річки Вілії (басейн Горині→Прип'яті).

## Історичні відомості
Археологічні дослідження виявили на території сучасної Йосиповецької сільради різноманітні стародавні речі побутового вжитку в т. ч. кам'яні сокири та наконечники списів, що датуються добою неоліту. За переказами, засновником села Йосипівці був Юсько, від імені якого виникла назва населеного пункту Юськівці. У 1947 році Юськівці були перейменовані в Йосипівці.